# Данильчук Максим Олександрович
Макси́м Олекса́ндрович Данильчу́к — капітан Збройних сил України, учасник російсько-української війни, що відзначився у ході російського вторгнення в Україну. Герой України (2024).

## Життєпис
Народився 1999 року в селі Барвинівка Житомирської області. 
Під час російського вторгнення в Україну служить командиром 2-го батальйону 30-ї окремої механізованої бригади. У 2022—2023 рр. виконував бойові завдання в Донецькій та Харківській областях. Завдяки його вмілому керівництву знищено чимало російських окупантів і ворожої техніки. Зокрема, у лютому 2023 під його керівництвом забезпечено відбиття численних атак штурмових груп ПВК «Вагнер» на Донеччині.

## Нагороди
- Звання Герой України з врученням ордена «Золота Зірка» (23 лютого 2024) — за особисту мужність і героїзм, виявлені у захисті державного суверенітету та територіальної цілісності України, самовіддане служіння Українському народові[4].
- Орден Богдана Хмельницького II ст. (28 листопада 2023) — за особисту мужність, виявлену у захисті державного суверенітету та територіальної цілісності України, самовіддане виконання військового обов'язку[5].
- Орден «За мужність» III ст. (20 жовтня 2022) — за особисту мужність і самовіддані дії, виявлені у захисті державного суверенітету та територіальної цілісності України, вірність військовій присязі.[6]
- Орден Богдана Хмельницького III ст. (28 березня 2022) — за особисту мужність і самовіддані дії, виявлені у захисті державного суверенітету та територіальної цілісності України, вірність військовій присязі[7].